# カーネギー・ホール・コンサート (秋吉敏子ジャズオーケストラ フィーチャリング ルー・タバキンのアルバム)
『カーネギー・ホール・コンサート』 (Carnegie Hall Concert) は、秋吉敏子ジャズオーケストラ フィーチャリング ルー・タバキンのアルバムである。

## 収録曲
全て穐吉敏子の編曲。「ユア・ビューティ・イズ・ア・ソング・オブ・ラブ」のみフランク・ウェスの作曲で、他は穐吉敏子の作曲である。箇条書きはソロイスト。
1. イントロダクション - "Introduction"  - 52秒
2. チルドレン・オブ・ザ・ユニバース - "Children of the Universe"  - 16分42秒
  - ルー・タバキン - フルート、テナーサックス
3. アイ・ノウ・フー・ラブズ・ユー - "I Know Who Loves You"  - 8分19秒
  - 穐吉敏子 - ピアノ
  - ジム・スナイデロ - アルトサックス
  - フレディ・ハバード - トランペット
4. アフター・ミスター・テン - "After Mr. Teng"  - 9分34秒
  - スコット・ロビンソン (Scott Robinson)  - バリトンサックス
  - ピーター・ワシントン (Peter Washington)  - ベース
  - フレディ・ハバード - トランペット
  - ルー・タバキン - テナーサックス
5. ユア・ビューティ・イズ・ア・ソング・オブ・ラブ - "Your Beauty is a Song of Love"  - 6分41秒
  - フランク・ウェス - アルトサックス
6. 鴻臚館組曲 - "Kourakan Suite" - 21分0秒
  1. パート1: 鴻臚館 - "Part 1 Kourakan"
    - 穐吉敏子 - ピアノ
    - ウォルト・ワイスコフ (Walt Weiskopf) - ソプラノサックス
    - ルー・タバキン - テナーサックス

  2. パート2: 祈り - "Part 2 Prayer"
    - ルー・タバキン - テナーサックス
7. チェイシング・アフター・ラブ - "Chasing After Love" - 9分22秒
  - ルー・タバキン - テナーサックス
  - フレディ・ハバード - トランペット
8. ハウ・ドゥ・ユー・ゲット・トゥ・カーネギー・ホール - "How Do You Get to Carnegie Hall?"  - 4分10秒
  - フレディ・ハバード - トランペット
  - ルー・タバキン - テナーサックス

## 演奏メンバー
- マイク・ポネラ (Mike Ponella)  - トランペット
- ジョン・エッカート (John Eckert)  - トランペット
- グレッグ・ギズバート (Greg Gisbert)  - トランペット
- ジョー・マグナレリ (Joe Magnarelli) - トランペット
- ハーブ・ベッソン (Herb Besson)  - トロンボーン
- コンラッド・ハーウィグ (Conrad Herwig)  - トロンボーン
- ラリー・ファレル (Larry Farrell)  - トロンボーン
- マット・ファィンダーズ (Matt Finders)  - バストロンボーン
- フランク・ウェス - アルトサックス、フルート
- ジム・スナイデロ - アルトサックス、ソプラノサックス、フルート、クラリネット、ピッコロ
- ルー・タバキン - テナーサックス、フルート
- ウォルト・ワイスコフ (Walt Weiskopf)  - テナーサックス、ソプラノサックス、フルート、クラリネット
- スコット・ロビンソン (Scott Robinson)  - バリトンサックス、バスクラリネット
- テリー・クラーク (Terry Clarke)  - ドラム
- ピーター・ワシントン (Peter Washington)  - ベース
- 穐吉敏子 - ピアノ
- フレディ・ハバード - トランペット（特別ゲスト）
- ニーナ・フリーロン (Nnenna Freelon)  - ボーカル（トラック6「祈り」）
- リッチー・フロアーズ (Richie Flores)  - コンガ
- 吉沢まさかず - 大鼓（トラック1）
- 西川ひろみつ - 小鼓（トラック1）